# Хайнрих Филип фон Рехберг
Хайнрих/Ханс Филип фон Рехберг (на немски: Heinrich/Hans Philipp von Rechberg; † септември 1611) е багородник от швабския род Рехберг.
Той е син на фрайхер Каспар Бернхард I фон Рехберг-Донцдорф († 1605) и първата му съпруга Йохана фон Волмерсхаузен († 1588), дъщеря на Филип фон Волмерсхаузен и Осана фон Нойхаузен. Внук е на Йохан (Ханс) III фон Рехберг († 1574) и Маргарета Анна фон Рехберг († 1572), дъщеря на Еркингер фон Рехберг († 1525/1527). Баща му се жени втори път за Сузана Трушсес фон Хьофинген († сл. 1605), дъщеря на Йохан Каспар Трушсес фон Хьофинген. Баща му Каспар Бернхард I е издигнат на имперски граф на Рехберг на 11 март 1601 г. в Прага.
Брат е на фрайхер Йохан Вилхелм фон Рехберг-Донцдорф († 1614) и на Каспар Бернхард II фон Рехберг (1588 – 1651), който е издигнат на имперски граф на 22 юни 1626 г. във Виена.

## Фамилия
Хайнрих Филип фон Рехберг се жени на 20 май 1602 г. за Анна фон Папенхайм (* ок. 1584; † 13 септември 1616 в Грьоненбах), маршалка на Папенхайм, дъщеря на маршал Александер II фон Папенхайм (1530 – 1612) и Маргарета фон Зиргенщайн. Те нямат деца.
Вдовицата му Анна фон Папенхайм се омъжва втори път на 29 октомври 1612 г. в Аугсбург за граф Ото Хайнрих Фугер (* 12 януари 1592; † 12 октомври 1644).